# Andy Griffin
Andrew Griffin, detto Andy (Higher End, 7 marzo 1979), è un ex calciatore britannico, di ruolo difensore.

## Carriera

### Club
Durante la partita giocata il 28 dicembre 2008 dallo Stoke City in casa del West Ham, dopo il gol del pareggio segnato dagli Hammers è stato schiaffeggiato dal suo compagno di squadra, il giamaicano Ricardo Fuller che per tale gesto è stato successivamente espulso dall'arbitro per comportamento violento (anche se nei confronti del proprio compagno di squadra).

### Nazionale
Ha giocato nelle nazionali giovanili inglesi Under-18 ed Under-21.

## Palmarès

### Club

#### Competizioni nazionali
- Football League One: 1

Doncaster: 2012-2013